# Karate ai Giochi mondiali sulla spiaggia
Il karate è inserito nel programma dei Giochi mondiali sulla spiaggia sin dall'edizione inaugurale che si è svolta nel 2019, comprendendo due tornei di kata individuale maschile e femminile.

## Edizioni
| Giochi | Anno | Sede | Gare |
| ------ | ---- | ---- | ---- |
| I      | 2019 | Doha | 2    |

## Medagliere complessivo
| Posizione | Paese           | Oro | Argento | Bronzo | Totale |
| --------- | --------------- | --- | ------- | ------ | ------ |
| 1         | Spagna          | 2   | 0       | 0      | 2      |
| 2         | Iran            | 0   | 1       | 0      | 1      |
| 2         | Taipei cinese   | 0   | 1       | 0      | 1      |
| 4         | Hong Kong       | 0   | 0       | 1      | 1      |
| 4         | Rep. Dominicana | 0   | 0       | 1      | 1      |
| 4         | Stati Uniti     | 0   | 0       | 1      | 1      |
| 4         | Venezuela       | 0   | 0       | 1      | 1      |
| Totale    | Totale          | 2   | 2       | 4      | 8      |